# Ivan I. Bretonski
Ivan I. Bretonski (bretonski Yann Iañ, francuski Jean Ier) (1217./18. ‒ Château de l'Isle, Férel, Morbihan, 8. listopada 1286.) bio je vojvoda Bretanje od 1237. do svoje smrti. Znan je i kao Ivan Crveni (Yann ar Ruz, Jean le Roux) zbog boje svoje brade. Bio je sin Alise Bretonske od Thouarsa i njezinog muža Petra I. te brat Jolande Bretonske. 
Godine 1236. Ivan je oženio infantu Blanku Navarsku; ovo je popis njihove djece:
- Ivan II. Bretonski[4]
- Petar
- Alisa Bretonska, dama Pontarcyja
- Teobald
- Teobald
- Eleonora
- Nikola
- Robert

Teobald I. Navarski, Blankin otac, priznao je Ivana za svog nasljednika.
Ivan je 1240. protjerao Židove iz Bretanje. Pridružio se Luju IX. Svetom u križarskom pohodu.